# Pohřebiště neapolsko-sicilských panovníků

Znak Království obojí Sicílie

Toto je seznam pohřebišť panovníků neapolsko-sicilského království. Ve středověku rozdělené království, poté dlouhou dobu pod cizí nadvládou. V letech 1735 až 1860 království pod žezlem Bourbonů. Většina králů spočívá v rodinné hrobce kostela Santa Chiara v Neapoli.
| Jméno                                 | Doba života | Místo pohřbení |
| ------------------------------------- | ----------- | --- |
| král Karel III.                       | 1716–1788   | Pantheon králů v klášteře svatého Vavřince v Escorialu |
| Marie Amálie Saská                    | 1724–1760   | Pantheon králů v klášteře svatého Vavřince v Escorialu |
| král Ferdinand I.                     | 1751–1825   | Pohřební kaple Bourbonů v bazilice svaté Kláry v Neapoli                                                                                                   |
| Marie Karolína Habsbursko-Lotrinská   | 1752–1814   | Toskánská hrobka ve vídeňské Císařské kryptě, srdce: Augustinský kostel ve Vídni                                                                           |
| Lucia Migliacciová                    | 1770–1826   | Kostel svatého Ferdinanda v Neapoli |
| král František I.                     | 1777–1838   | Pohřební kaple Bourbonů v bazilice svaté Kláry v Neapoli                                                                                                   |
| Marie Klementina Habsbursko-Lotrinská | 1777–1801   | Pohřební kaple Bourbonů v bazilice svaté Kláry v Neapoli                                                                                                   |
| Marie Isabela Španělská               | 1789–1848   | Pohřební kaple Bourbonů v bazilice svaté Kláry v Neapoli                                                                                                   |
| král Ferdinand II.                    | 1810–1859   | Pohřební kaple Bourbonů v bazilice svaté Kláry v Neapoli                                                                                                   |
| Marie Kristýna Savojská               | 1812–1836   | Pohřební kaple Bourbonů v bazilice svaté Kláry v Neapoli                                                                                                   |
| Marie Terezie Izabela Rakouská        | 1816–1867   | Původně Santa Maria della Stella, Albano Laziale u Říma, od roku 1962 v pohřební kapli Bourbonů v bazilice svaté Kláry v Neapoli                           |
| král František II.                    | 1836–1894   | Původně v Arco, poté v TrentoTridentu, poté v St. Spirito dei Napoletani v Římě a od roku 1984 v pohřební kapli Bourbonů v bazilice svaté Kláry v Neapoli  |
| Marie Bavorská                        | 1841–1925   | Původně v Arco, pak v Tridentu, poté v kostele San Spirito dei Napoletani v Římě a od roku 1984 v pohřební kapli Bourbonů v bazilice svaté Kláry v Neapoli |